# Chewsuretien

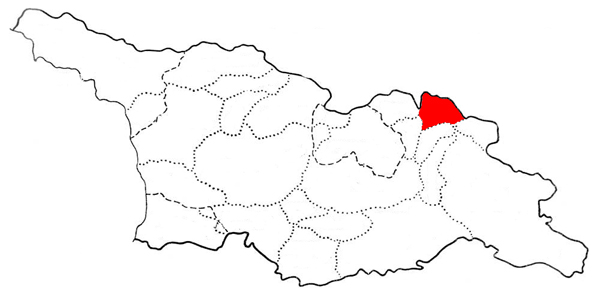
Die historischen Regionen Georgiens mit Chewsurien.

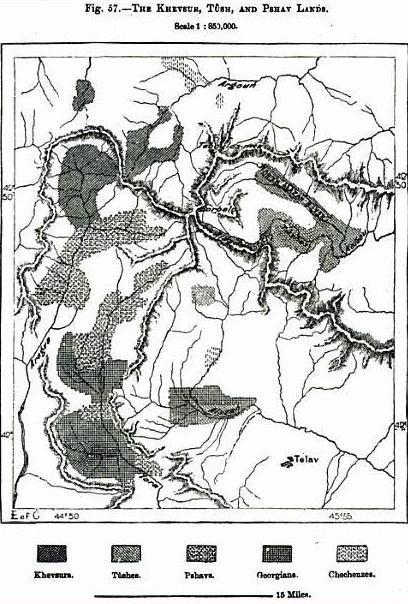
Kartenskizze von Élisée Reclus (englisch) mit dem Siedlungsgebiet der georgischen Chewsuren im Nordwesten an der oberen Assa, am oberen Argun und am oberen Aragwi.

Chewsuretien oder Chewsurien (georgisch ხევსურეთი, xɛvsuːrɛtʰi=chewssuret(h)i) ist eine historisch-geographische Region im Nordosten des heutigen Georgien.

## Geographie
Chewsuretien liegt im äußersten Nordosten der heutigen georgischen Region Mzcheta-Mtianeti beiderseits des Hauptkamms des Großen Kaukasus und zwischen parallelen Hochgebirgszügen. Der Südteil liegt am oberen Chewsureti-Aragwi und seinen Zuflüssen, der nach Süden über Pschawi-Aragwi und Aragwi in die Kura abfließt. Der Norden Chewsuretiens liegt an der oberen Assa und am oberen Argun, die später nach Norden durch die russischen Teilrepubliken Inguschetien und Tschetschenien in die Sunscha fließen. Der Teil südlich der Kaukasushauptkammes wird auch als „Diesseitiges Chewsuretien“ (georgisch პირიქითა ხევსურეთი, Pirikita Chewsureti) bezeichnet, der Nordteil als „Jenseitiges Chewsuretien“ (პირაქეთა ხევსურეთი, Piraketa Chewsureti), jeweils bezogen auf die Lage aus Sicht des georgischen Kernlandes. Das Assa-Tal trägt auch die Bezeichnung Archoti (არხოტი), entsprechend der georgischen Alternativbezeichnung des oberen Flussteils als Archotiszqali.
Die Hochgebirgsregion grenzt im Nordwesten an Inguschetien und im Norden und Nordosten an Tschetschenien. An den übrigen Seiten grenzt Chewsuretien an weitere nordostgeorgische Gebirgsregionen, im Osten an Tuschetien, im Süden an Pschawi, im Südwesten an Mtiuleti und im Westen an Chewi. Chewsuretien stellt heute den nördlichen Teil der Munizipalität Duscheti dar, wobei der südliche Teil im Tal des Chewsureti-Aragwi die Gemeinde Chewsureti (ხევსურეთის თემი, Chewsuretis temi, 354 ständige Einwohner 2014) mit dem Hauptort Barissacho bildet, der nördliche Teil im Tal des Argun und seiner Zuflüsse die Gemeinde Schatili (შატილის თემი, Schatilis temi, 48 Einwohner 2014), benannt nach ihrem Hauptort Schatili. Das Assa-Tal (Archoti) hat keine ständigen Bewohner mehr.
Chewsuretien ist über die durch das Tal des Pschawi-Aragwi und des Chewsureti-Aragwi führende Nationalstraße Sch26 (შ26) erreichbar, die bei Schinwali von der S3, entsprechend der historischen Georgischen Heerstraße, abzweigt. Der Abschnitt über den 2767 m hohen Datwisdschwari-Pass (wörtlich „Bären-Kreuz-Pass“) in den Nordteil Chewsuretiens ist im Winter nicht passierbar.

## Bevölkerung
Die Bewohner des dünnbesiedelten Chewsuretiens, die Chewsuren, sind eine Untergruppe (Subethnie) der Georgier. Sie sprechen einen Dialekt der georgischen Sprache und sind georgisch-orthodoxe Christen. Wie in benachbarten Regionen existieren aber einige vorchristliche Rituale, z. T. in christlicher Überformung, fort, wie die jährlichen Festivals und Opferzeremonien am Chati.

## Traditionelle Kleidung

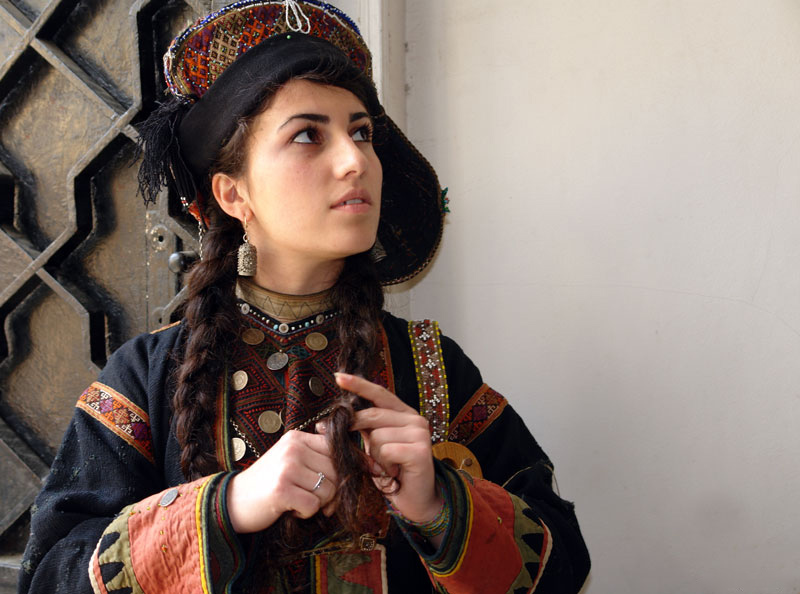
Chewsurin mit Talawari.

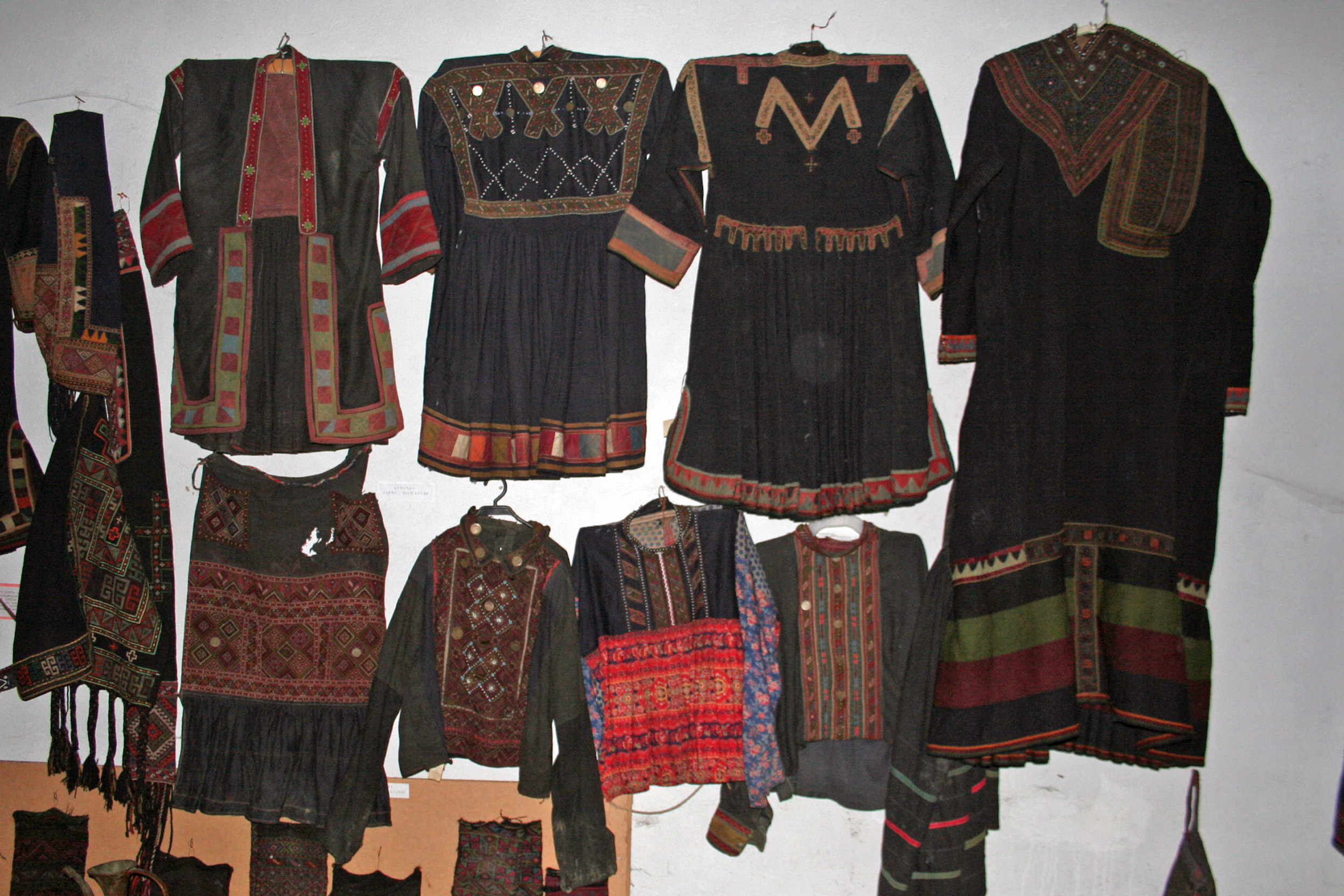
Chewsurische Tschochas (Talawari).

Bis ins 20. Jahrhundert war in Chewsuretien ein Typ der georgischen Nationalkleidung Tschocha verbreitet, die Chewsurische Tschocha, georgisch „Talawari“ genannt. Der Talawari ist kürzer, als die Kartli-Kachetische Tschocha und ohne Knöpfe. Er wird oft mit traditionellen georgischen geometrischen Ornamenten gestickt, meistens mit Kreuzen. Außer diesen Ornamenten sind die Talawari der Frauen mit der künstlichen Perlen geschmückt. Einige Autoren weisen darauf hin, dass auch die  Hethiter, Chaldäer und die Bewohner Babyloniens ähnliche Kleidung verwendeten.

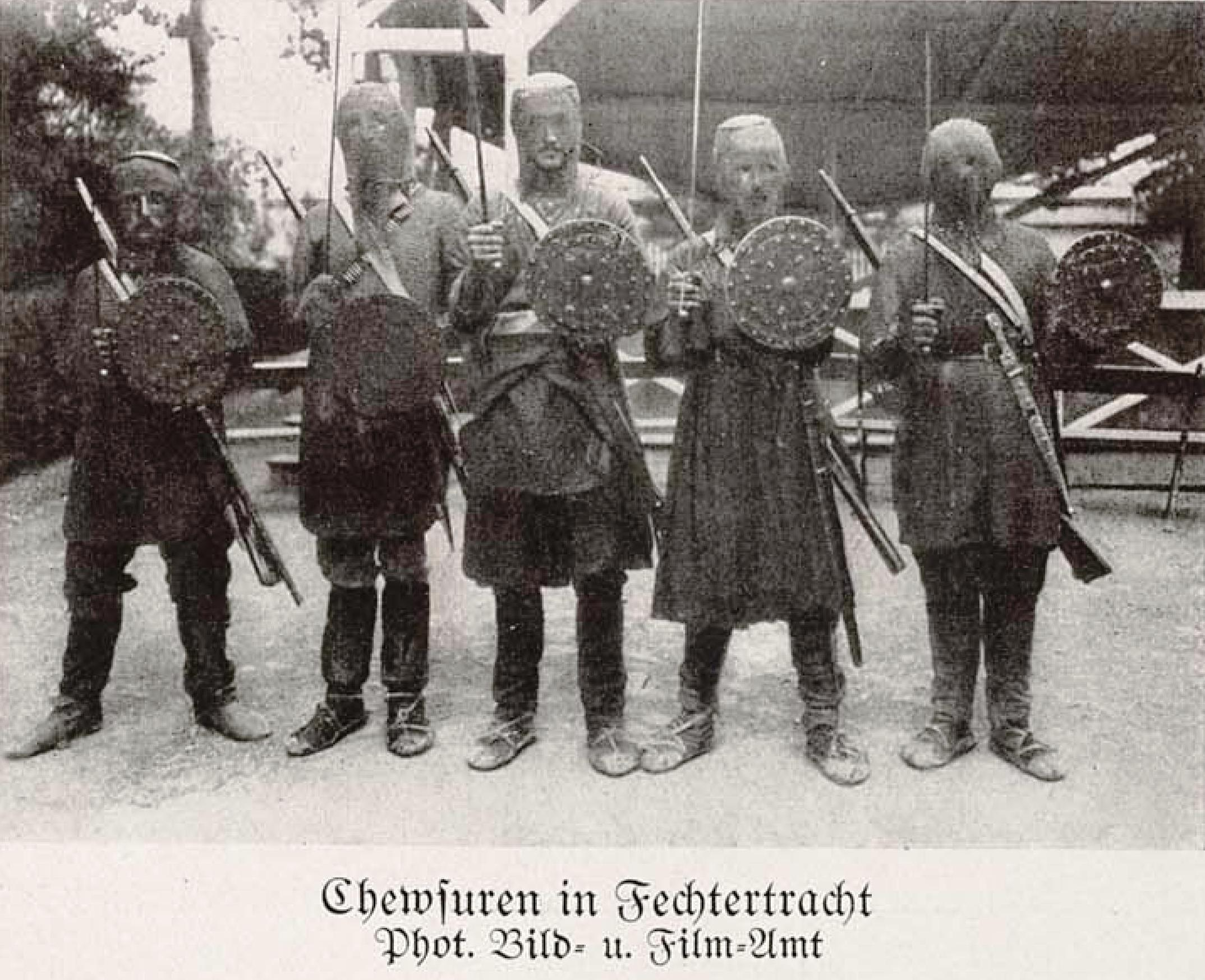
Chewsuren mit Kettenrüstungen. Deutsche Aufnahme von 1918.

In Chewsuretien, wie in einigen anderen Regionen des Kaukasus, blieb bis ins 19./20. Jahrhundert die Tradition erhalten, dass sich einige Männer im Kriegsfall mit Körperpanzerungen aus Kettenhemden, Helmen und Schilden ausrüsteten und bewaffneten. Charakteristisch sind die chevsuretischen Rüstungen und Schilde. Die Form des chewsurischen Schildes, der schon in antiken griechischen Quellen beschrieben wurde, blieb fast unverändert. Der kleine eiserne Schild ist rund. Die Schilde wurden oft schwarz bemalt, um nachts unsichtbar zu sein. Die runde Form des Schildes verbinden einige Autoren mit einem Sonnenkult vorchristlichen Ursprungs, der noch im 19. Jahrhundert beobachtet wurde.

## Architektur

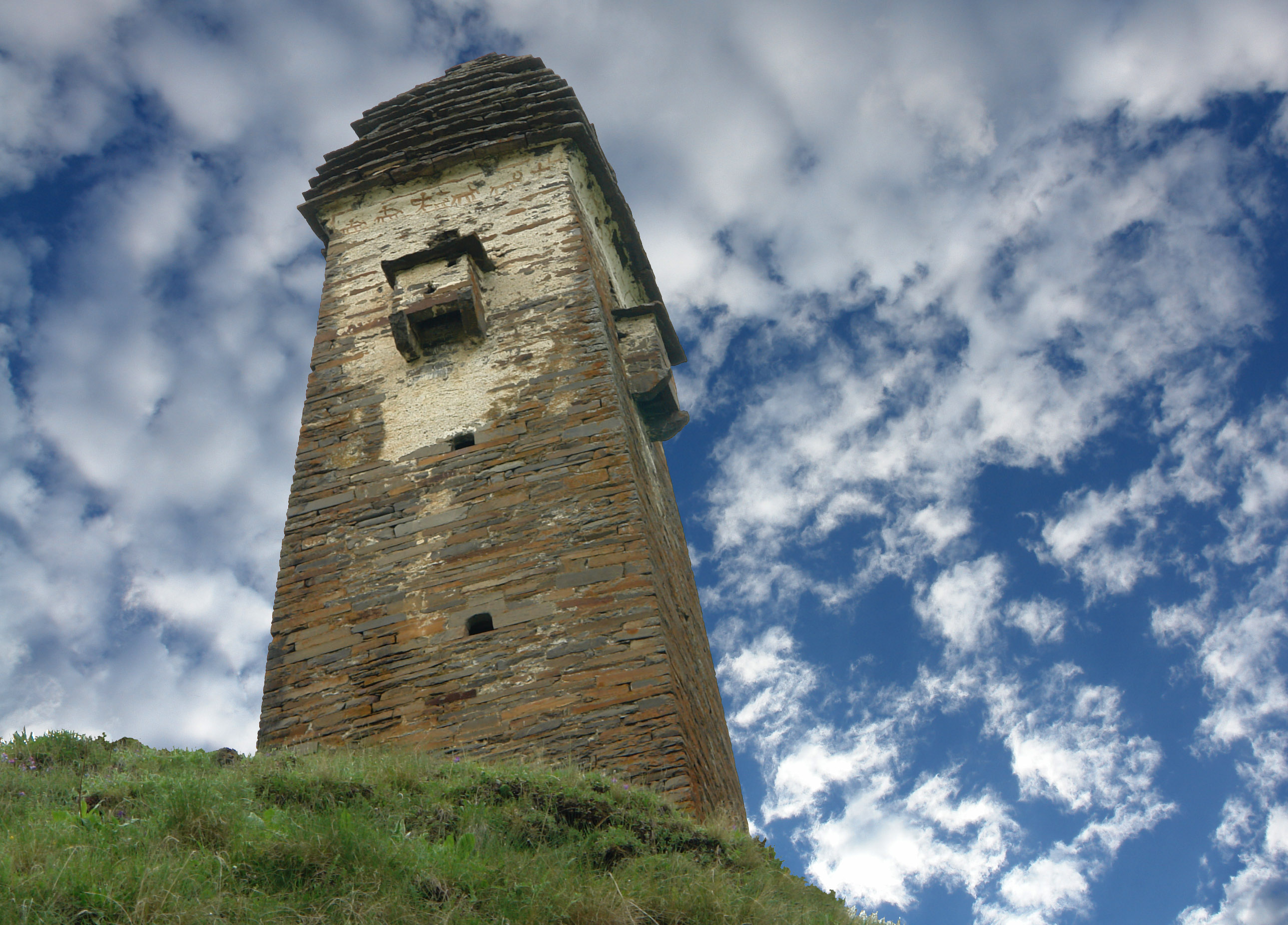
Lebaiskari

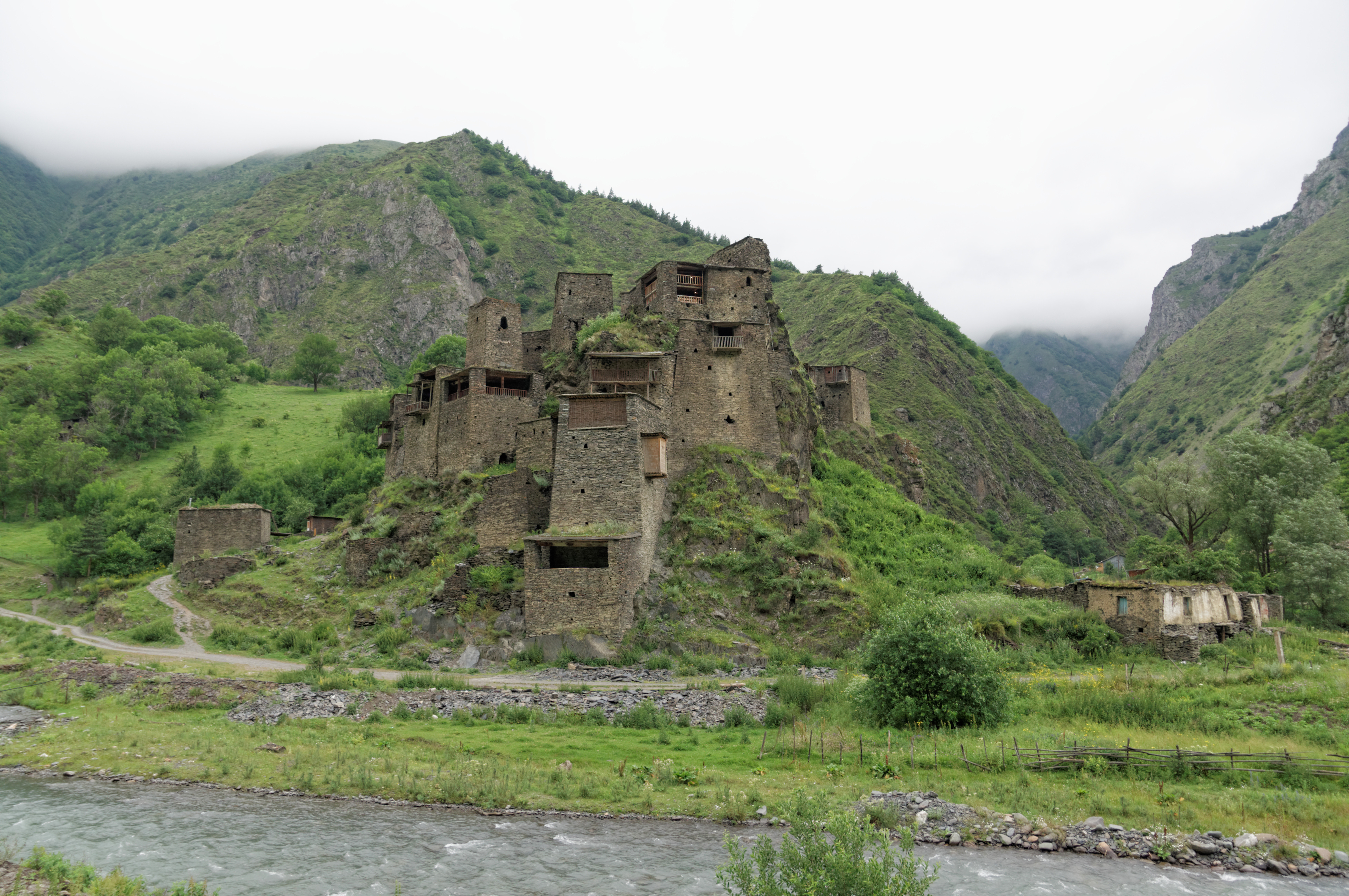
Schatili

In Chewsuretien war ein Typ des georgischen Wohnhauses verbreitet. Dieses chewsuretische Wohnhaus ist ein Komplex aus einer Schutzstruktur, dem sogenannten „Kaw-Ziche“, die aus der Mauer und aus den burgähnlichen Wohngebäuden selbst besteht. Diese traditionellen Häuser sind in Chewsuretien heute nur noch selten erhalten.
Als Wohnung wurden auch traditionelle georgische Türme verwendet, die nicht nur in Chewsuretien, sondern auch in Tuschetien verbreitet sind. Hauptsächlich hatten diese Türme eine Verteidigungsfunktion; das erste Stockwerk (Erdgeschoss) wurde als Stall (georgisch გომური) genutzt. Die Spitze der Türme ist oft viel enger, als der Sockel. Ein gutes Beispiel dieser chewsuretischen Türme steht noch heute im Dorf Lebaiskari.
Einzigartige Beispiele der georgischen Architektur ist die mittelalterliche Burgstadt Schatili, und auch Muzo. Die befestigte Ortschaft Schatili, die am Felsen gebaut ist, war früher gleichzeitig eine Siedlung und eine Burg. In Muzo stehen noch heute vier Türme.

## Geschichte
Der Name „Chewsureti“ bedeutet im Georgischen „Land der Schluchten“ und ist mit der gebirgigen Geographie der Region verbunden. Mit diesem Namen wurde die Region in den georgischen Quellen erstmals im 15. Jahrhundert benannt. In früheren georgischen Quellen wurde Chewsuretien gemeinsam mit der südlich angrenzenden georgischen Region Pschawi als Pchowi (georgisch ფხოვი) bezeichnet. Vor dem 15. Jahrhundert waren Pschawi und Chewsuretien unter dem Namen Pchowi immer eine gemeinsame historische Region. Heute werden auch beide zusammen als „Pschaw-Chewsuretien“ (georgisch ფშავ-ხევსურეთი) bezeichnet.
Seit dem 13. Jahrhundert wurde Chewsuretien von der königlichen Regierung Georgiens durch die Feudalfamilie Eristawi von Aragwi verwaltet, die ihren Sitz in Ananuri außerhalb Chewsuretiens hatten. Der georgische Titel Eristawi wird allgemein dem deutschen Titel Herzog gleichgesetzt. Seit dem 16. Jahrhundert kamen die Eristawi von Aragwi aus der Dynastie Sidamoni (Alternativnamen auch Sidamonischwili, Sidamonidse, Sidamon-Eristawi oder Eristawi-Aragwi), zuvor aus der Dynastie Schaburidse. Während der Schwäche der königlichen Macht dominierten die Eristawi in Chewsuretien und versuchten vergeblich, Alleinherrscher in der Region zu werden. Ihre Funktion beschränkte sich (wie bei frühmittelalterlichen Herzögen) im Wesentlichen auf die Kriegsführung, viele interne Angelegenheiten wurden von den Klanführern und den Versammlungen Chewsuretiens entschieden. Die Region führt somit als Teil des Herzogtums Aragwi ein autonomes, wehrhaftes Eigenleben. Im 15. Jahrhundert wurde das vereinigte Königreich Georgien in einige unabhängige Königreiche geteilt; seit dieser Zeit gehörte Chewsuretien zum Königreich Kachetien, Herzogtum Aragwi und seine Bedeutung als Grenzregion wurde erhöht, besonders in der Zeit der Lekianoba vom 16. bis zum Anfang des 19. Jahrhunderts, einer Serie kriegerischer Angriffe aus Dagestan. Chewsuretische Krieger kämpften erfolgreich in der Schlacht von Aspindsa gegen die Osmanen (1770) und in der Schlacht von Krzanissi gegen Schah Aga Mohammed Khan von Persien (1795).
Im Jahre 1801 machte der russische Zar Paul I. Georgien zur russischen Provinz. Die Chewsuren und andere Georgier nahmen auch an den Aufständen von Mtiuleti und Kachetien gegen die imperiale Politik Russlands teil.
Im 19. Jahrhundert begann die Bevölkerung Chewsuretiens mit der Abwanderung in die anderen Regionen Georgiens, diese Abwanderung wurde noch durch einzelne Umsiedlungsaktionen nach Südgeorgien in den 1930er und 1940er Jahren verstärkt. Ein Ergebnis dieser Umsiedlung ist die wenig entwickelte soziale und ökonomische Situation in der Region. Seit den 1980er Jahren betreibt die sowjetische, danach die georgische Regierung eine Politik der Steigerung der dauerhaften Bevölkerung in der Region.